# 27928 Nithintumma
27928 Nithintumma è un asteroide della fascia principale. Scoperto nel 1997, presenta un'orbita caratterizzata da un semiasse maggiore pari a 2,2654707 UA e da un'eccentricità di 0,0388549, inclinata di 6,49219° rispetto all'eclittica.